# Dubino
Dubino (Dübìgn in dialetto valtellinese) è un comune italiano di 3 830 abitanti della provincia di Sondrio in Lombardia.
Fa parte della comunità montana della Valtellina di Morbegno. È inoltre il primo comune della Valtellina e della Valchiavenna arrivando da Como, e primo a ovest della Costiera dei Cech.

## Storia
Il paese fu teatro della battaglia di Dubino, combattuta tra i Grigioni e Gian Giacomo Medici detto "il Medeghino" nel corso delle Guerre di Musso per il controllo dell'alto Lario.
Nei pressi del ponte del Passo fino al Medioevo si trovava il vecchio nucleo di Olonio, già sede plebana. L'abitato sorgeva sulla via Regina, ma nel 1432 fu travolto dalle acque dell'Adda e definitivamente abbandonato. Il titolo della pieve di Olonio passò a Sorico. 
Nel 1520, un'altra alluvione comportà una variazione del corso dell'Adda: fino ad allora il fiume aggirava lo sperone di Monastero, si dirigeva verso nord, e sfociava nel lago di Mezzola in località Bocca, poco più a nord dell'attuale ponte del Passo.  
Nel 1900, Luigi Guanella avviò un'opera di bonifica di una zona paludosa situata all'imbocco della Valchiavenna, nell'area del Pian di Spagna. La bonifica portò alla fondazione del villaggio di Nuova Olonio.

### Simboli
Lo stemma è stato concesso con regio decreto del 12 marzo 1931.
il gonfalone, concesso con DPR del 16 gennaio 1995, è un drappo troncato di rosso e di azzurro.

## Monumenti e luoghi d'interesse
Il nucleo di Dubino conserva case con ballatoi di legno e forni per la cottura del pane. La via principale porta alla chiesa Parrocchiale dei Santi Pietro e Andrea, ricostruita nel 1675. All'interno della chiesa si conservano opere pittoriche del caronese Giuseppe Petrini e del talamonese Giovanni Gavazzeni.
A Mezzomanico si trova la chiesa della Madonna della Cintura, che si raggiunge salendo una lunga scalinata che si snoda attraverso un percorso lungo cui sono disposte dieci cappelle della Via Crucis. Ulteriori quattro cappelle popolano il sagrato della chiesa. Le cappelle della Via Crucis sono dotate di rispettivi dipinti, eseguiti in  sostituzione di opere analoghe attribuite a Cesare Ligari o al pittore sondriese Lavizzari. Ciò che resta degli antichi dipinti si trova nella chiesa posta in cima alla scalinata, edificio dotato di numerosi affreschi.
Monastero ospita la chiesa dell'Immacolata, ricostruita a partire dal 1698 in sostituzione di un precedente edificio religioso del XIII secolo. All'interno spicca un fonte battesimale con copertura in stile barocco.
Isolati nel bosco sono invece i resti della chiesa di San Giuliano,  situati non lontano da una calcara e in corrispondenza di uno strapiombo su un antico punto di attraversamento dell'Adda via barca.  Di fatto, la chiesa di San Giuliano si trovava in posizione dominante sia sulla Valchiavenna sia sulla Valtellina.
Una zona pedemontana non lontano dall'antico corso dell'Adda ospita la chiesa dei santi Quirico e Giulitta, risalente al XVII secolo.
A Nuova Olonio, lungo la strada statale dello Spluga, si trova la chiesa di San Salvatore, costruita su impulso di san Luigi Guanella in stile neoromanico tra il 1903 e il 1904, in sostituzione di una chiesetta di legno edificata qualche anno prima. Nel 1942 la chiesa divenne un Santuario, intitolato alla Madonna del lavoro; ciononostante, non è contemplata nell'elenco ufficiale dei Santuari e templi votivi della Diocesi di Como. Il campanile è del 1925.

### Aree naturali
- Riserva naturale Pian di Spagna e Lago di Mezzola

## Società

### Evoluzione demografica
Abitanti censiti

### Etnie e minoranze straniere
Secondo i dati ISTAT al 31 dicembre 2010 la popolazione straniera residente era di 308 persone. Le nazionalità maggiormente rappresentate in base alla loro percentuale sul totale della popolazione residente erano:
- Marocco 143 40,3%

## Geografia antropica

### Nuclei abitati
Dubino, Mezzomanico, Monastero, Rogola, Dosso, Careciasca, Nuova Olonio, Colombaio, Spinida, Casello 7. 
Il nucleo di Dubino è il più antico tra quelli che formano l'attuale comune.
Mezzomanico è un paesino situato in mezzo ai boschi ed ai vigneti.
Monastero deve il suo nome al monastero degli Umiliati soppresso nel 1571 dal papa Pio V.
Il nucleo di Nuova Olonio fu fondato da San Luigi Guanella per creare un istituto a favore dei giovani e degli anziani in difficoltà: il centro si sviluppò e divenne un villaggio che, dalla fine del 1928, è ufficialmente parte del comune di Dubino.

## Amministrazione
| Periodo | Periodo   | Primo cittadino   | Partito      | Carica                  | Note   |
| ------- | --------- | ----------------- | ------------ | ----------------------- | ------ |
| 2006    | 2011      | Rosa Barri        | lista civica | Sindaco                 | [ 13 ] |
| 2011    | 2013      | Stefano Barri     | lista civica | Sindaco                 | [ 13 ] |
| 2013    | 2014      | Salvatore Angieri |              | commissario prefettizio | [ 13 ] |
| 2014    | 2019      | Emanuele Nonini   | lista civica | Sindaco                 | [ 13 ] |
| 2019    | 2024      | Emanuele Nonini   | lista civica | Sindaco                 | [ 13 ] |
| 2024    | in carica | Emanuele Nonini   | lista civica | Sindaco                 | [ 13 ] |